# 강진 화암사
화암사(華巖祠)는 대한민국 전라남도 강진군 군동면 화산리에 있다. 일곱명의 충신이 배향됐다고 해 칠충사(七忠祠)라고도 불리는 사당은 의병을 일으켜 외세에 맞서 싸운 형제, 숙질 등 가문의 역사를 담고 있다. 2004년 11월 1일 강진군의 향토문화유산 제9호로 지정되었다.

## 개요
1823년(순종23) 김영서, 최석훈 등 도내 유림들이 건립하였으나, 1868년(고종5) 서원철폐령으로 훼철되었다. 
1975년 윤치구등 후손들과 유림이 중심이 되어 복설하고 임진왜란과 정유재란시 순절한 부장공 윤윤 등 7충신을 배향하고 있다.